# Io e il tuo cane Boo/Fiore del Nord
Io e il tuo cane Boo / Fiore del Nord è l'undicesimo singolo su 7" de I Califfi pubblicato nel 1971 dalla Compagnia Generale del Disco. Il lato A è la cover del brano pop statunitense Me and You and a Dog Named Boo dei Lobo.

## Tracce
Lato A
1. Io e il tuo cane Boo (testo: Daniele Pace – musica: Kent Lavoie)

Lato B
1. Fiore del Nord (Franco Boldrini, Moreno Signorini)